# Thelma Stovall

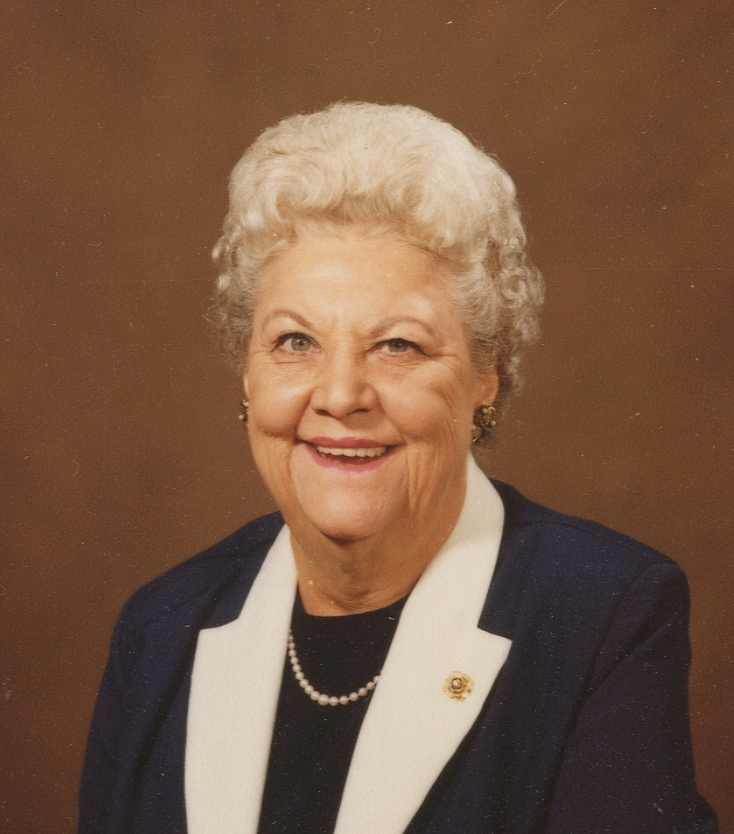
Thelma Stovall 1983.

Thelma Loyace Hawkins Stovall, född 1 april 1919 i Munfordville i Kentucky, död 4 februari 1994 i Louisville i Kentucky, var en amerikansk demokratisk politiker. Hon var Kentuckys viceguvernör 1975–1979.
Kentuckys viceguvernör Julian Carroll avgick 1974 för att tillträda som guvernör. Stovall tillträdde 1975 viceguvernörsämbetet och efterträddes 1979 av Martha Layne Collins.
Stovall avled 1994 och gravsattes på begravningsplatsen Resthaven Memorial Park i Louisville.